# سورج ان گوپتا
سورج ان گوپتا (انگلیسی: Suraj N. Gupta؛ زاده ۱۹۲۴) فیزیک‌دان نظری اهل هند است که بیشتر به خاطر کارهایش در زمینهٔ نظریه میدان‌های کوانتومی شناخته می‌شود.